# Delta dell'Okavango

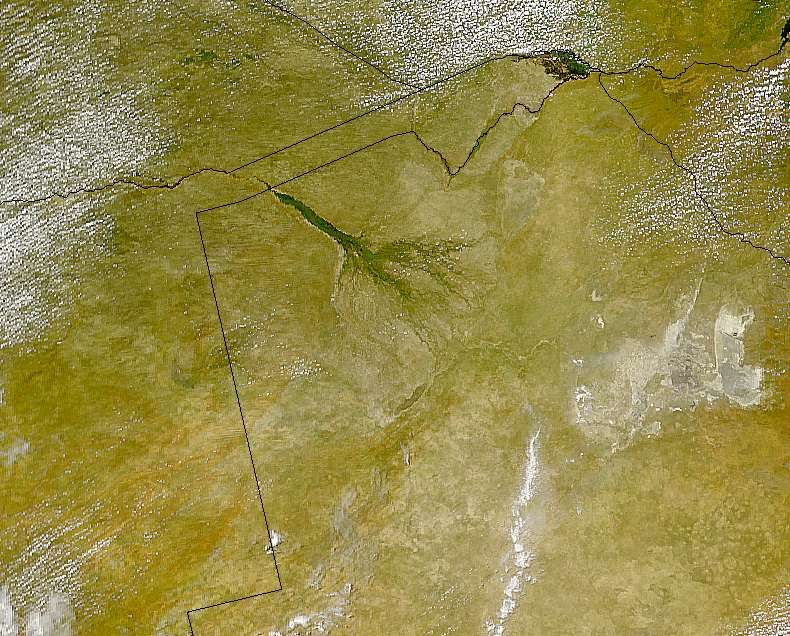
Immagine NASA del delta

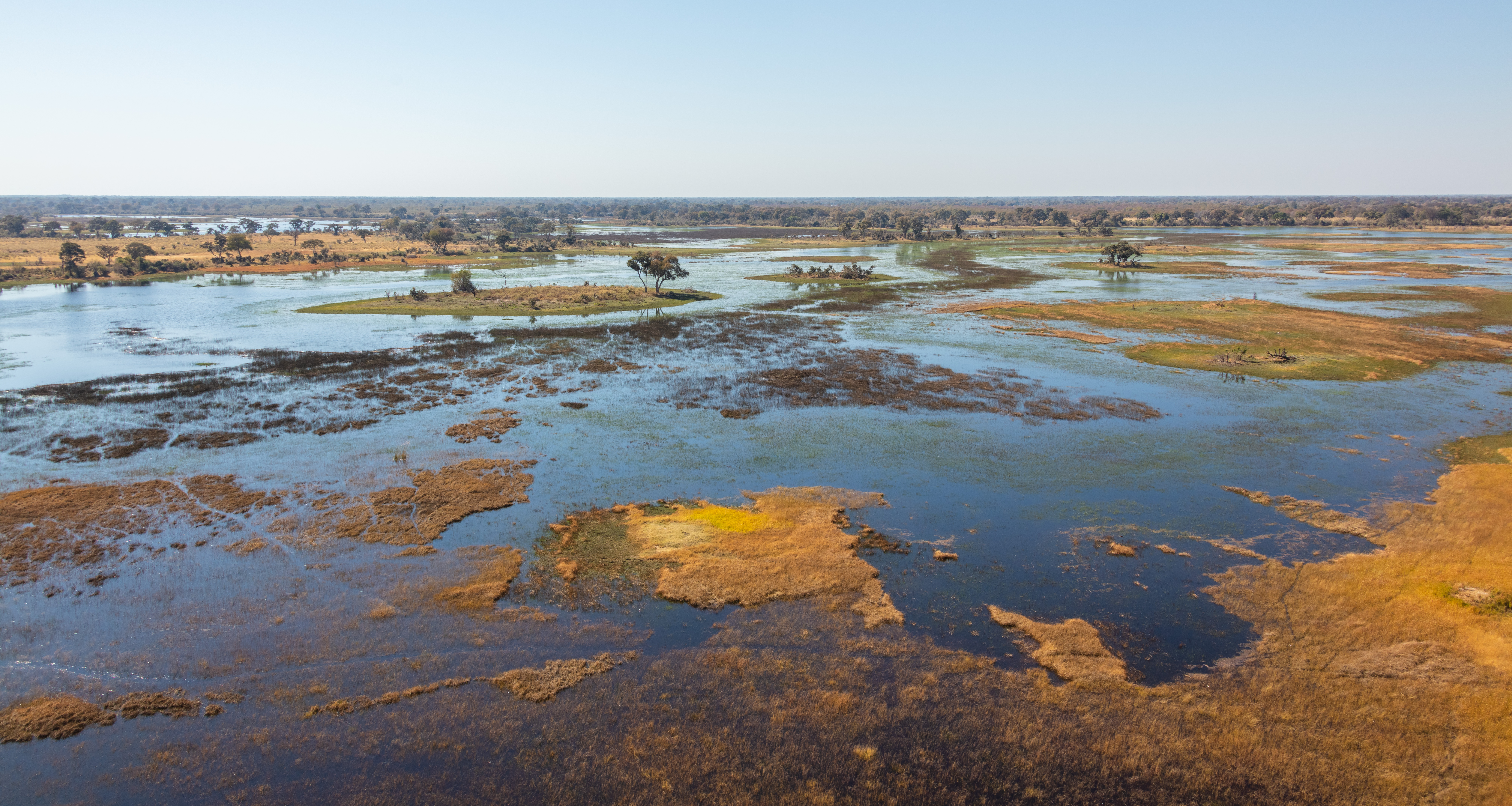
Il delta visto da un Cessna a 30 m

Il delta dell'Okavango, in Botswana, è il secondo più grande delta fluviale interno del mondo, dopo il delta interno del Niger, e rappresenta uno degli ecosistemi più insoliti del pianeta. È formato dal fiume Okavango, che nasce in Angola (presso Huambo) e giunge alla foce dopo un percorso di oltre 1500 km e l'incontro con numerosi affluenti. Complessivamente, il fiume porta ogni anno circa 11 chilometri cubi di acqua, che vengono scaricati dal delta direttamente nella sabbia del Kalahari, formando una pianura alluvionale di 15 000 km² di estensione caratterizzata da una complessa e mutevole griglia di canali, lagune e isole. Questo ambiente straordinario dà vita, ai bordi del deserto, a una fauna e una flora esuberanti, e ha attirato numerosi insediamenti umani: vivono nei pressi del delta ben cinque diverse etnie.

## Storia
Milioni di anni fa, il fiume Okavango era probabilmente tributario del Limpopo. Movimenti tettonici causarono successivamente la deviazione del fiume, che finì per dirigersi verso il Kalahari. Fino a qualche migliaio di anni fa, le sue acque formavano ancora grandi laghi nelle regioni di Makgadikgadi Pan, Nxai Pan e Madabe; ulteriori fenomeni geologici, insieme al depositarsi dei detriti e alla scarsissima pendenza, portarono gradualmente alla situazione di ristagno che oggi caratterizza il delta.
Nel 1965 una parte del territorio del delta è stato dichiarato riserva naturale, col nome di Riserva faunistica Moremi (circa 3000 km²). La riserva è gestita dalla Fauna Conservation Society di Ngamiland e rappresenta la principale attrazione turistica del Botswana. Recentemente, il governo della Namibia ha presentato il progetto di una diga nell'adiacente regione dello Zambesi; questa struttura potrebbe costituire un pericolo per l'ambiente del delta.

## Ambiente naturale
L'acqua che entra nel delta è insolitamente pura, a causa della quasi totale assenza di attività agricole o industriali lungo il corso del fiume. Nel delta l'acqua rimane quasi immobile, dato il dislivello minimo (meno di 60 metri ogni 450 km).

### Andamento stagionale
Il delta si contrae e si espande secondo il ritmo stagionale delle piogge. A marzo e ad aprile, le piogge in Angola iniziano a ingrossare il fiume. Col passare dei mesi, le piogge tendono a spostarsi verso ovest, seguendo il corso del fiume, e a partire da giugno il delta inizia a guadagnare 3 km al giorno. A luglio la piena inizia a diminuire; una parte dell'acqua defluisce nel Thamalakane, mentre oltre il 90% di quella residua è destinata a evaporare nei mesi successivi. Il periodo in cui il livello del delta raggiunge il suo minimo va da novembre a marzo.

### Flora e fauna
Sulle isole del delta abbondano le palme "mokolani" (Hyphaene petersiana), acacie, mopani, alberi delle salsicce, ficus, marule e salici. Nei canali si trovano bambù e papiro e nelle acque aperte ninfee e loto.

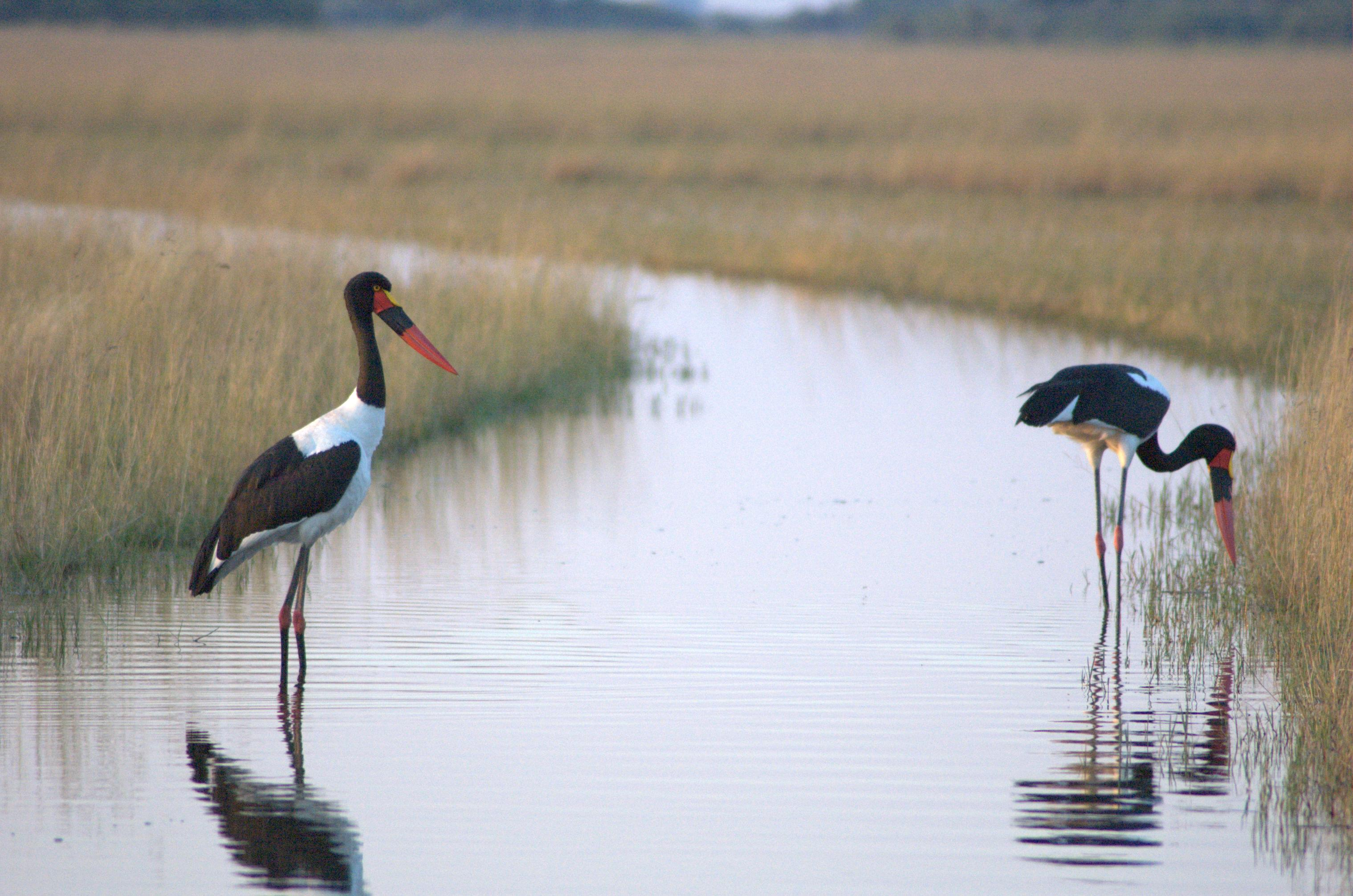
Coppia di mitterie del Senegal

L'acqua e la vegetazione attirano grandi quantità di uccelli; fra gli altri, l'aquila pescatrice, l'oriolo africano, l'airone nero, diverse specie di anatre, storni, martin pescatore, aironi, pappagalli, upupe, cicogne e buceri.
Nell'acqua nuotano i coccodrilli del Nilo, diverse specie di pesci fra cui i barbi, molto apprezzati dai pescatori locali, i pesci tigre, e numerosi anfibi (tra cui le rane toro e le coloratissime "ranocchie campanello").
Le isole ospitano numerosi mammiferi. Numerose sono le specie di antilopi e gazzelle (per esempio il sitatunga, il lechwe, l'antilope dei canneti, il topi, il cudù maggiore e l'impala). Sono presenti anche i grandi mammiferi come elefanti, bufali, rinoceronti (sia bianco che nero) e ippopotami. Altri erbivori includono zebre, gnu, giraffe meridionali e facoceri. I predatori sono altrettanto numerosi: leoni, ghepardi, iene, sciacalli, licaoni e leopardi. I primati sono rappresentati, tra gli altri, dai babbuini.

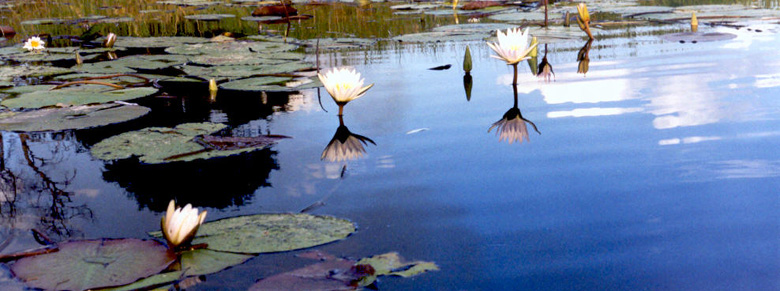
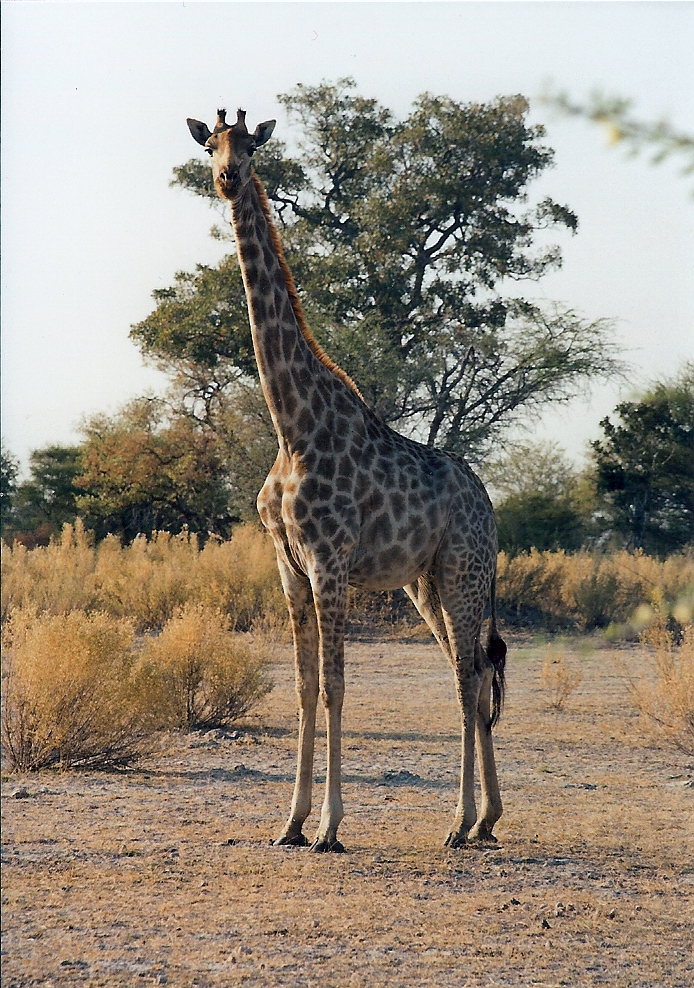
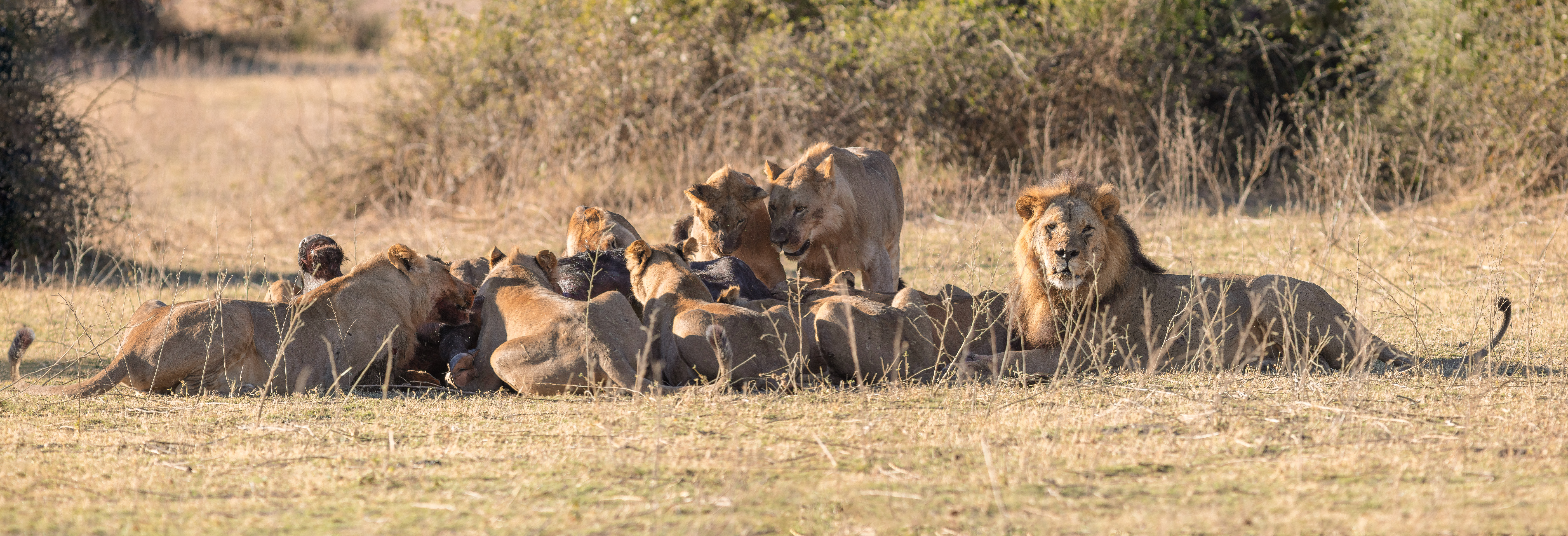
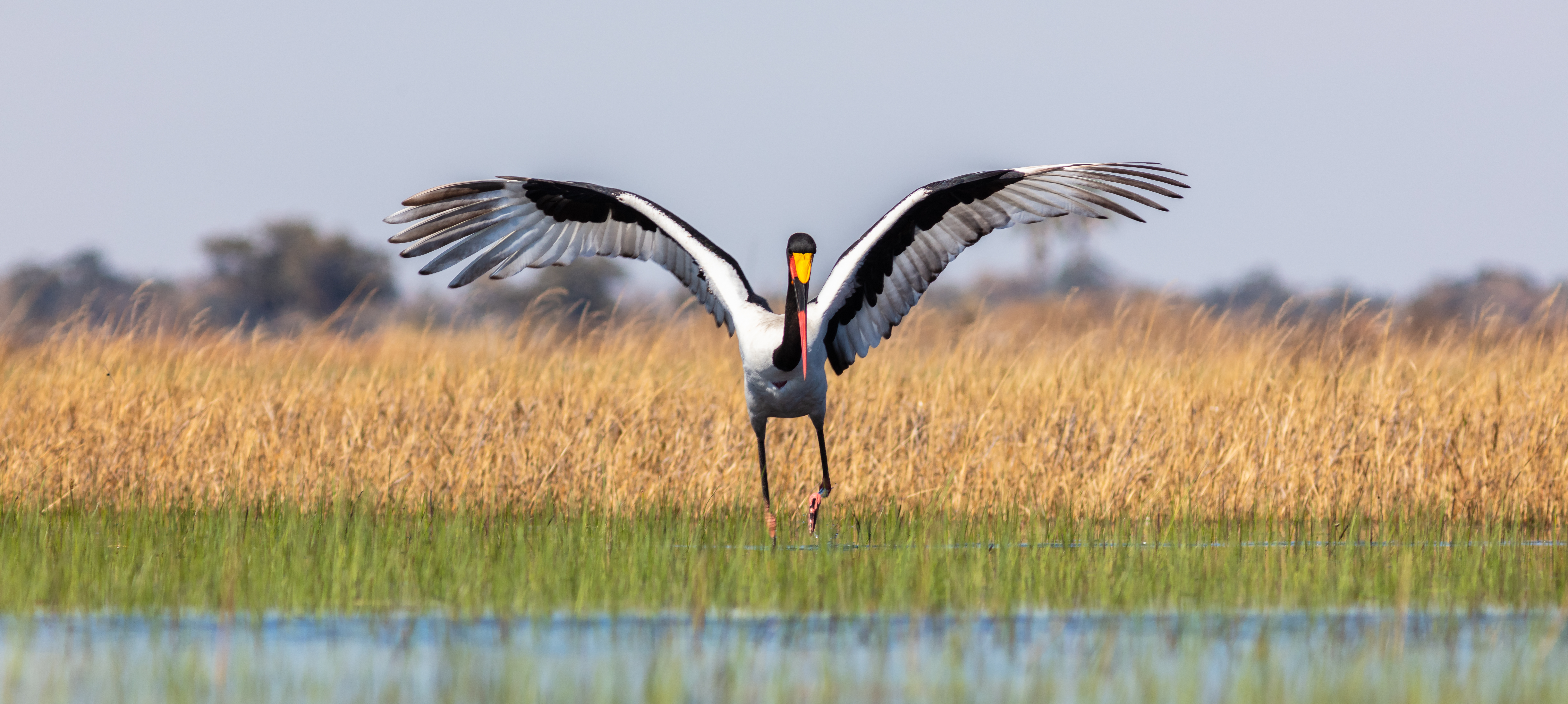
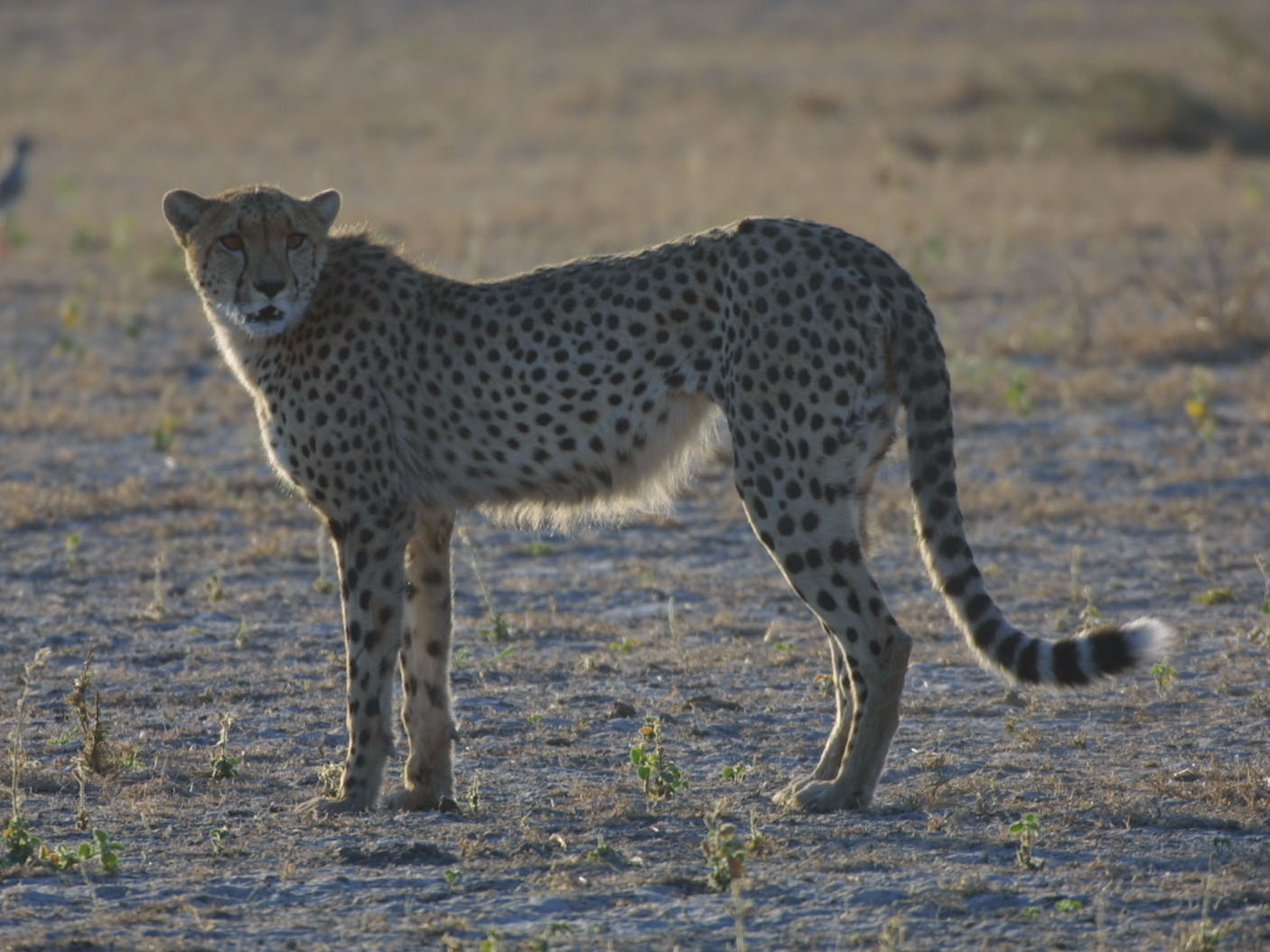
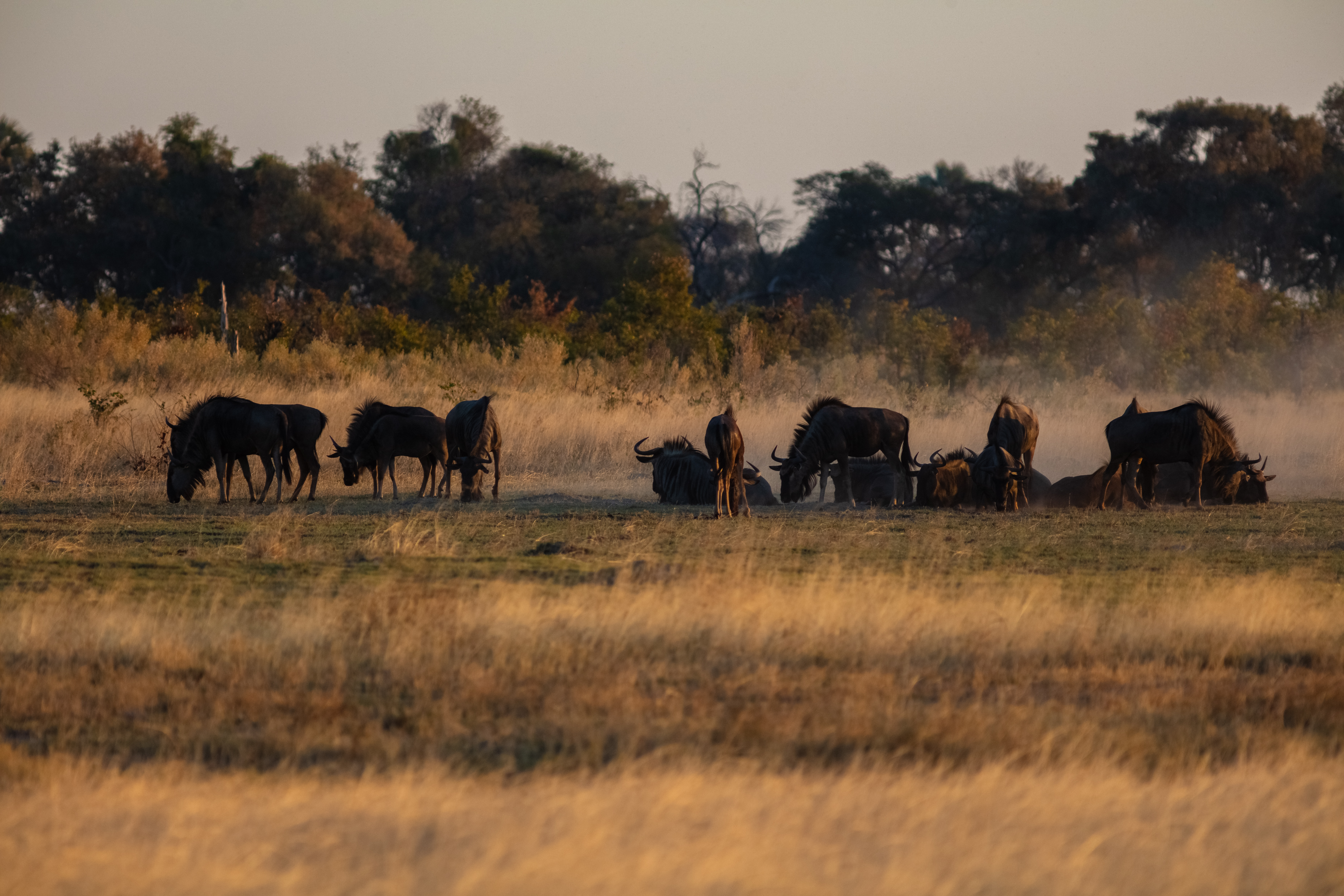
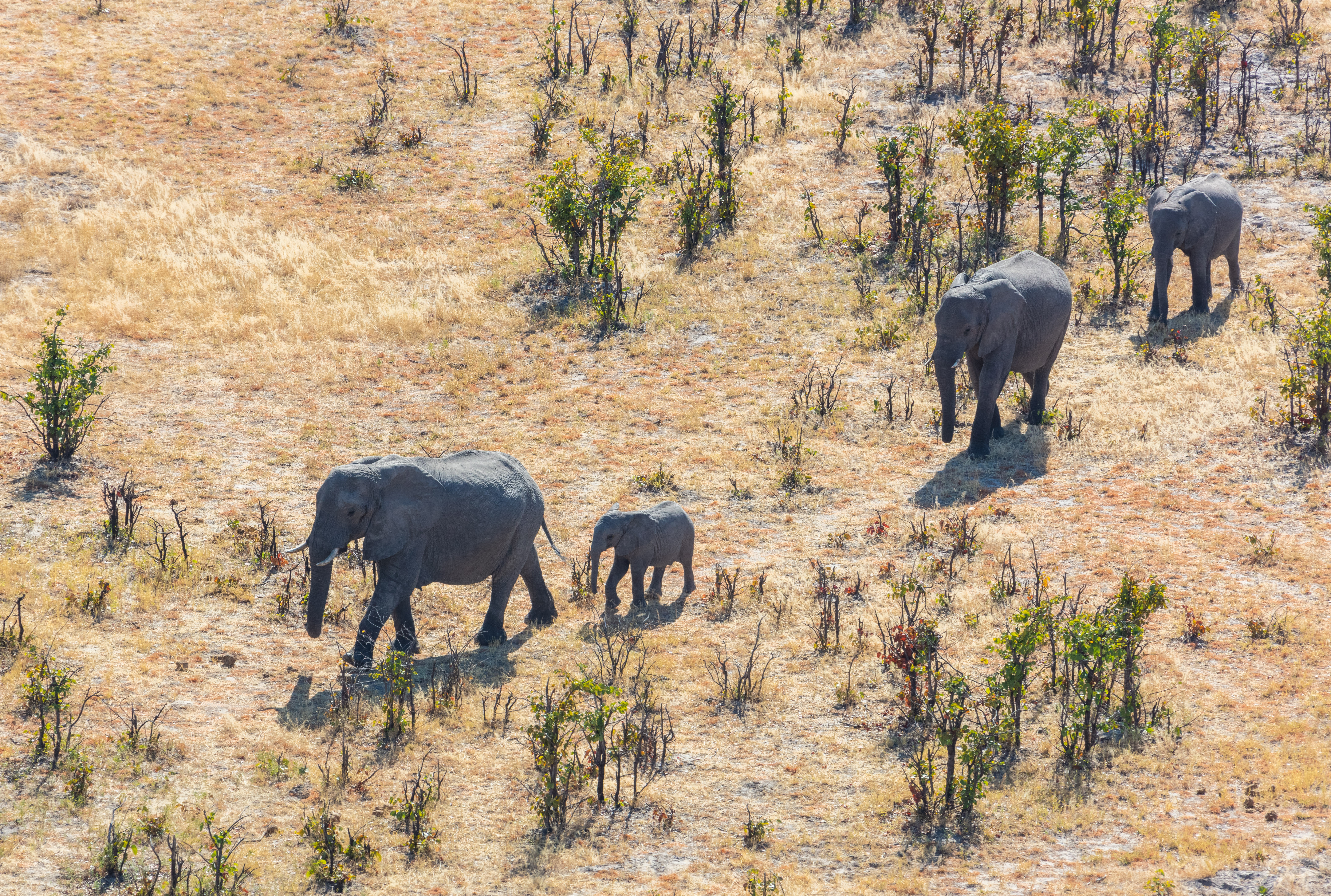

## Popolazione
Attorno al delta vivono cinque gruppi etnici principali: gli Hambukushu (noti anche come Mbukushu, Bukushu, Bukusu, Mbukuschu, Ghuva o Haghuva), i Dceriku (Dxeriku, Diriku, Gciriku, Gceriku, Giriku, Niriku), i Wayeyi (Bayei, Bayeyi, Yei), i Bugakhwe (Kxoe, Khwe, kwengo, Barakwena, G/anda) e i Gxanekwe (||anikhwe, //tanekwe, boscimani dei fiumi, G//ani, //ani, Xanekwe). Hambukushu, Dceriku e Wayeyi sono popoli bantu tradizionalmente dediti a un sistema di sostentamento misto, che include la coltivazione (di miglio e sorgo), la pesca, la caccia, la raccolta di erbe selvatiche e la pastorizia.

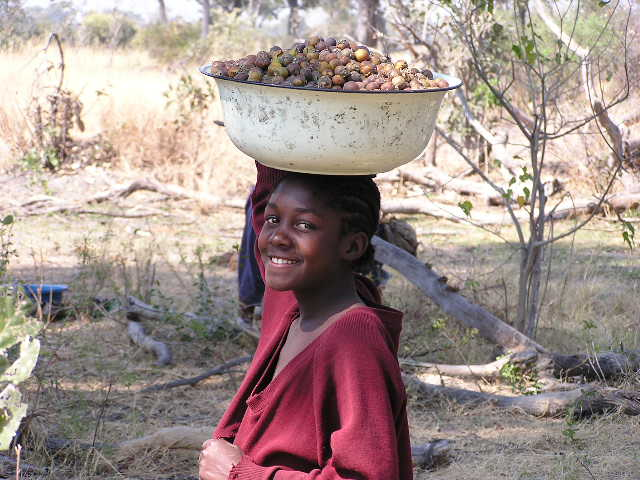

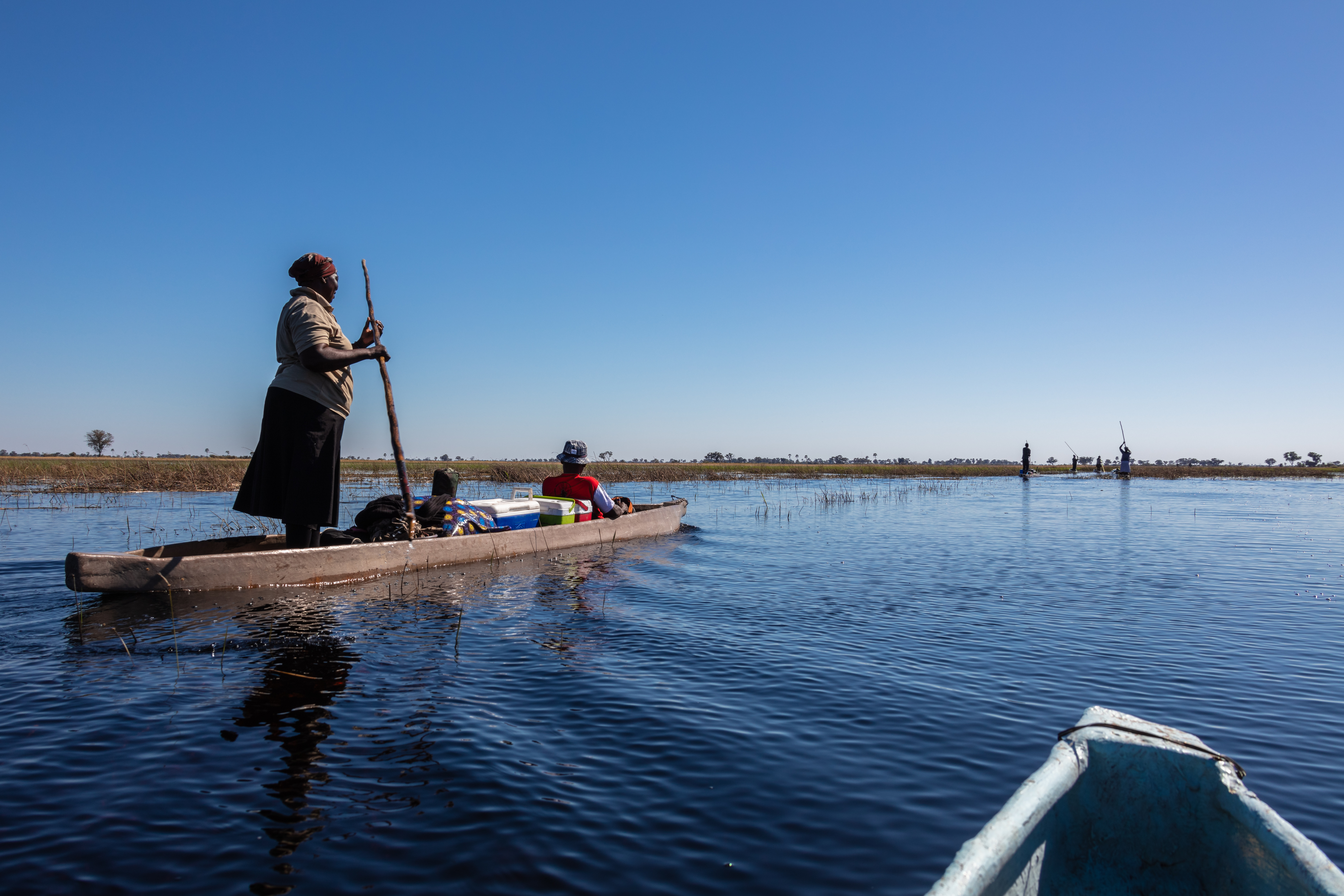
Mokoros

I Bugakhwe e i Gxanekwe sono boscimani; vivono di pesca, caccia e raccolta di erbe selvatiche. I Bugakhwe vanno in cerca di cibo sia nelle foreste che lungo il fiume, mentre i Gxanekwe sono più specializzati sulla zona fluviale.
Gli Hambukushu, Dceriku e Bugakhwe sono presenti nel delta nelle zone di Panhandle e Magwegqana (nord-est); sono diffusi anche in altre aree lungo il fiume Okavango (in Angola, nella striscia di Caprivi in Namibia, e anche in Zambia). La popolazione di Hambukushu nel Delta è aumentata notevolmente a cavallo fra gli anni sessanta e settanta, a causa dell'arrivo di profughi Hambukushu dall'Angola.
Gli Gxanekwe abitano nella regione di Panhandle, ma anche le sponde dei fiumi Boro e Boteti.
Oltre a queste etnie principali, attorno al Delta si trovano insediamenti minori di altri popoli della zona; in particolare, dei Batawana, degli Ovaherero, degli Ovambanderu e altri gruppi San.